# Erebia hippomedusa
Erebia hippomedusa är en fjärilsart som beskrevs av Meisner 1818. Erebia hippomedusa ingår i släktet Erebia och familjen praktfjärilar. Inga underarter finns listade i Catalogue of Life.